# Премії НАН України імені видатних учених України — лауреати 2007 року
Премії НАН України імені видатних учених України — лауреати 2007 року.
За підсумками конкурсу 2007 р., проведеного відділеннями Національної академії наук України лауреатами премій стали:
| Премія                                             | Премійовані роботи | Лауреати                            | Коротко про лауреата |
| -------------------------------------------------- | --- | ----------------------------------- | --- |
| Премія НАН України імені М. Г. Крейна              | цикл робіт «Проблеми спектральної теорії операторів та її застосувань» | Горбачук Мирослав Львович           | член-кореспондент НАН України, завідувач відділу Інституту математики НАН України |
| Премія НАН України імені М. Г. Крейна              | цикл робіт «Проблеми спектральної теорії операторів та її застосувань» | Адамян Вадим Мовсесович             | завідувач кафедри Одеського національного університету імені І. І. Мечнікова МОН України |
| Премія НАН України імені М. Г. Крейна              | цикл робіт «Проблеми спектральної теорії операторів та її застосувань» | Гохберг Ізраїль Цудикович           | член-кореспондент Академії наук Молдови, професор Тель-Авівського університету (Ізраїль) |
| Премія НАН України імені О. В. Погорєлова          | цикл праць «Сучасні методи геометрії і топології та їх застосування» | Новіков Сергій Петрович             | академік Російської академії наук, завідувач відділу Інституту математики імені В. А. Стєклова Російської академії наук |
| Премія НАН України імені О. В. Погорєлова          | цикл праць «Сучасні методи геометрії і топології та їх застосування» | Трохимчук Юрій Юрійович             | член-кореспондент НАН України, провідний науковий співробітник Інституту математики НАН України |
| Премія НАН України імені О. В. Погорєлова          | цикл праць «Сучасні методи геометрії і топології та їх застосування» | Мілка Анатолій Дмитрович            | провідний науковий співробітник Фізико-технічного інституту низьких температур імені Б. І. Вєркіна НАН України |
| Премія НАН України імені М. М. Амосова             | цикл наукових робіт «Комп'ютерні моделі та інформаційні технології для вивчення механізмів адаптації людини до змін середовища»                                                                        | Григорян Рафік Давидович            | доктор біологічних наук, завідувач відділу Інституту програмних систем НАН України |
| Премія НАН України імені М. М. Амосова             | цикл наукових робіт «Комп'ютерні моделі та інформаційні технології для вивчення механізмів адаптації людини до змін середовища»                                                                        | Кузьміна Клариса Іванівна           | доктор біологічних наук, провідний науковий співробітник Інституту програмних систем НАН України |
| Премія НАН України імені М. М. Амосова             | цикл наукових робіт «Комп'ютерні моделі та інформаційні технології для вивчення механізмів адаптації людини до змін середовища»                                                                        | Сьомик Тетяна Михайлівна            | кандидат біологічних наук, старший науковий співробітник Інституту програмних систем НАН України |
| Премія НАН України імені С. О. Лебедєва            | цикл робіт «Інформаційні технології комп'ютерного аналізу та обробки даних недетермінованої природи»                                                                                                   | Анісімов Анатолій Васильович        | доктор фізико-математичних наук, декан Київського національного університету імені Тараса Шевченка |
| Премія НАН України імені С. О. Лебедєва            | цикл робіт «Інформаційні технології комп'ютерного аналізу та обробки даних недетермінованої природи»                                                                                                   | Парасюк Іван Миколайович            | член-кореспондент НАН України, завідувач відділу Інституту кібернетики імені В. М. Глушкова НАН України |
| Премія НАН України імені С. О. Лебедєва            | цикл робіт «Інформаційні технології комп'ютерного аналізу та обробки даних недетермінованої природи»                                                                                                   | Романов Володимир Олександрович     | доктор технічних наук, завідувач відділу Інституту кібернетики імені В. М. Глушкова НАН України |
| Премія НАН України імені А. О. Дородніцина         | монографія «Інформатика та комп'ютерні технології»; | Сергієнко Іван Васильович           | академік НАН України, директор Інституту кібернетики імені В. М. Глушкова НАН України |
| Премія НАН України імені О. К. Антонова            | цикл праць «Розв'язок задач підвищення ресурсу та надійності авіаційних газотурбінних двигунів. Розробка критеріїв і методів прогнозування довготривалої міцності матеріалів та елементів конструкцій» | Мартиненко Леонід Іванович          | кандидат технічних наук, головний конструктор Державного підприємства «Запорізьке машинобудівне конструкторське бюро «Прогрес» імені академіка О. Г. Івченка» |
| Премія НАН України імені О. К. Антонова            | цикл праць «Розв'язок задач підвищення ресурсу та надійності авіаційних газотурбінних двигунів. Розробка критеріїв і методів прогнозування довготривалої міцності матеріалів та елементів конструкцій» | Голуб Владислав Петрович            | доктор технічних наук, завідувач відділу Інституту механіки імені С. П. Тимошенка НАН України |
| Премія НАН України імені О. К. Антонова            | цикл праць «Розв'язок задач підвищення ресурсу та надійності авіаційних газотурбінних двигунів. Розробка критеріїв і методів прогнозування довготривалої міцності матеріалів та елементів конструкцій» | Погребняк Анатолій Дмитрович        | кандидат технічних наук, старший науковий співробітник Інституту механіки імені С. П. Тимошенка НАН України |
| Премія НАН України імені Г. С. Писаренка           | цикл праць «Втома матеріалів і деякі підходи до її діагностування» | Трощенко Валерій Трохимович         | академік НАН України, директор Інституту проблем міцності імені Г. С. Писаренка НАН України |
| Премія НАН України імені Г. С. Писаренка           | цикл праць «Втома матеріалів і деякі підходи до її діагностування» | Матвєєв Валентин Володимирович      | академік НАН України, головний науковий співробітник Інституту проблем міцності імені Г. С. Писаренка НАН України |
| Премія НАН України імені Б. І. Вєркіна             | цикл робіт «Електронні стани і транспортні явища у надпровідних металоксидних купритах» | Оболенський Михайло Олександрович   | доктор фізико-математичних наук, завідувач кафедри Харківського національного університету імені В. Н. Каразіна МОН України |
| Премія НАН України імені Б. І. Вєркіна             | цикл робіт «Електронні стани і транспортні явища у надпровідних металоксидних купритах» | Пан Володимир Михайлович            | доктор фізико-математичних наук, завідувач відділу Інституту металофізики імені Г. В. Курдюмова НАН України |
| Премія НАН України імені Б. І. Вєркіна             | цикл робіт «Електронні стани і транспортні явища у надпровідних металоксидних купритах» | Самоваров Володимир Миколайович     | доктор фізико-математичних наук, заступнику директора Фізико-технічного інституту низьких температур імені Б. І. Вєркіна НАН України |
| Премія НАН України імені С. Я. Брауде              | цикл робіт «Нові напрями радіоастрономічних досліджень» | Коноваленко Олександр Олександрович | академік НАН України, заступник директора Радіоастрономічного інституту НАН України |
| Премія НАН України імені С. Я. Брауде              | цикл робіт «Нові напрями радіоастрономічних досліджень» | Литвиненко Леонід Миколайович       | академік НАН України, директор Радіоастрономічного інституту НАН України |
| Премія НАН України імені С. Я. Брауде              | цикл робіт «Нові напрями радіоастрономічних досліджень» | Мень Анатолій Володимирович         | член-кореспондент НАН України, старший науковий співробітник Радіоастрономічного інституту НАН України |
| Премія НАН України імені О. С. Давидова            | цикл робіт «Фазові перетворення у системах з високими густинами енергії» | Бугрій Анатолій Іванович            | кандидат фізико-математичних наук, старший науковий співробітник Інституту теоретичної фізики імені М. М. Боголюбова НАН України |
| Премія НАН України імені О. С. Давидова            | цикл робіт «Фазові перетворення у системах з високими густинами енергії» | Горенштейн Марко Ісакович           | доктор фізико-математичних наук, головний науковий співробітник Інституту теоретичної фізики імені М. М. Боголюбова НАН України |
| Премія НАН України імені О. С. Давидова            | цикл робіт «Фазові перетворення у системах з високими густинами енергії» | Зінов'єв Геннадій Михайлович        | доктор фізико-математичних наук, завідувач відділу Інституту теоретичної фізики імені М. М. Боголюбова НАН України |
| Премія НАН України імені Н. Д. Моргуліса           | цикл робіт «Дослідження взаємодії електронів середніх енергій з поверхнею твердого тіла та її структури і властивостей за допомогою скануючої зондової мікроскопії з атомною роздільною здатністю»     | Марченко Олександр Анатолійович     | доктор фізико-математичних наук, старший науковий співробітникІнституту фізики НАН України |
| Премія НАН України імені Н. Д. Моргуліса           | цикл робіт «Дослідження взаємодії електронів середніх енергій з поверхнею твердого тіла та її структури і властивостей за допомогою скануючої зондової мікроскопії з атомною роздільною здатністю»     | Мельник Павло Вікентійович          | кандидат фізико-математичних наук, старший науковий співробітник Київського національного університету імені Тараса Шевченка |
| Премія НАН України імені Н. Д. Моргуліса           | цикл робіт «Дослідження взаємодії електронів середніх енергій з поверхнею твердого тіла та її структури і властивостей за допомогою скануючої зондової мікроскопії з атомною роздільною здатністю»     | Находкін Микола Григорович          | академік НАН України, професор Київського національного університету імені Тараса Шевченка |
| Премія НАН України імені П. А. Тутковського        | цикл наукових праць з палеонтології та стратиграфії кайнозою | Гожик Петро Феодосійович            | академік НАН України, директор Інституту геологічних наук НАН України |
| Премія НАН України імені П. А. Тутковського        | цикл наукових праць з палеонтології та стратиграфії кайнозою | Іванік Михайло Михайлович           | доктор геолого-мінералогічних наук, завідувач відділу Інституту геологічних наук НАН України |
| Премія НАН України імені П. А. Тутковського        | цикл наукових праць з палеонтології та стратиграфії кайнозою | Маслун Нінель Володимирівна         | кандидат геолого-мінералогічних наук, старший науковий співробітник Інституту геологічних наук НАН України |
| Премія НАН України імені Є. О. Патона              | цикл праць «Припої та технологічні процеси паяння перспективних матеріалів» | Хорунов Віктор Федорович            | член-кореспондент НАН України, завідувач відділу Інституту електрозварювання ім. Є. О. Патона НАН України |
| Премія НАН України імені Є. О. Патона              | цикл праць «Припої та технологічні процеси паяння перспективних матеріалів» | Максимова Світлана Василівна        | кандидат технічних наук, провідний науковий співробітник Інституту електрозварювання ім. Є. О. Патона НАН України |
| Премія НАН України імені Є. О. Патона              | цикл праць «Припої та технологічні процеси паяння перспективних матеріалів» | Сабадаш Олег Михайлович             | молодший науковий співробітник Інституту електрозварювання ім. Є. О. Патона НАН України |
| Премія НАН України імені Г. В. Карпенка            | цикл праць «Розроблення, дослідження та впровадження у промисловість нових електродугових відновних і захисних покриттів»                                                                              | Похмурська Ганна Василівна          | доктор технічних наук, старший науковий співробітник Інституту прикладних проблем механіки і математики імені Я. С. Підстригача НАН України |
| Премія НАН України імені Г. В. Карпенка            | цикл праць «Розроблення, дослідження та впровадження у промисловість нових електродугових відновних і захисних покриттів»                                                                              | Студент Михайло Михайлович          | кандидат технічних наук, старший науковий співробітник Фізико-механічного інституту імені Г. В. Карпенка НАН України |
| Премія НАН України імені Г. В. Карпенка            | цикл праць «Розроблення, дослідження та впровадження у промисловість нових електродугових відновних і захисних покриттів»                                                                              | Довгуник Володимир Миронович        | кандидат технічних наук, старший науковий співробітник Фізико-механічного інституту імені Г. В. Карпенка НАН України |
| Премія НАН України імені Г. Ф. Проскури            | цикл наукових робіт «Діагностування технічного стану теплоенергетичних агрегатів великої потужності»                                                                                                   | Шульженко Микола Григорович         | доктор технічних наук, завідувач відділу Інституту проблем машинобудування ім. А. М. Підгорного НАН України |
| Премія НАН України імені Г. Ф. Проскури            | цикл наукових робіт «Діагностування технічного стану теплоенергетичних агрегатів великої потужності»                                                                                                   | Мєтєльов Леонід Дмитрович           | кандидат технічних наук, старший науковий співробітник Інституту проблем машинобудування ім. А. М. Підгорного НАН України |
| Премія НАН України імені Г. Ф. Проскури            | цикл наукових робіт «Діагностування технічного стану теплоенергетичних агрегатів великої потужності»                                                                                                   | Цибулько Вадим Йосипович            | головний конструктор відділу Інституту проблем машинобудування ім. А. М. Підгорного НАН України |
| Премія імені О. І. Лейпунського                    | цикл робіт «Імітаційні експерименти з проблем рідкосольових ядерних реакторів» | Ажажа Володимир Михайлович          | академік НАН України, директор [[Інститут фізики твердого тіла, матеріалознавства та технологій Національного наукового центру «Харківський фізико-технічний інститут» НАН України\|Інституту фізики твердого тіла, матеріалознавства та технологій Національного наукового центру «Харківський фізико-технічний інститут» НАН України]] |
| Премія імені О. І. Лейпунського                    | цикл робіт «Імітаційні експерименти з проблем рідкосольових ядерних реакторів» | Бакай Олександр Степанович          | член-кореспондент НАН України, начальник відділу Інституту теоретичної фізики імені О. І. Ахієзера Національного наукового центру «Харківський фізико-технічний інститут» НАН України |
| Премія імені О. І. Лейпунського                    | цикл робіт «Імітаційні експерименти з проблем рідкосольових ядерних реакторів» | Довбня Анатолій Миколайович         | член-кореспондент НАН України, директор Інституту фізики високих енергій і ядерної фізики Національного наукового центру «Харківський фізико-технічний інститут» НАН України |
| Премія НАН України імені А. І. Кіпріанова          | цикл наукових праць «Синтез, структура і властивості органо-неорганічних полімерних систем» | Лебедєв Євген Вікторович            | академік НАН України, директор Інституту хімії високомолекулярних сполук НАН України |
| Премія НАН України імені А. І. Кіпріанова          | цикл наукових праць «Синтез, структура і властивості органо-неорганічних полімерних систем» | Мамуня Євген Петрович               | доктор фізико-математичних наук, провідний науковий співробітник Інституту хімії високомолекулярних сполук НАН України |
| Премія НАН України імені О. В. Палладіна           | серія наукових праць «Колоїдно-хімічні та фізіолого-біохімічні аспекти взаємодії нано- та мікрочасток з клітиною як підґрунтя для створення перспективних нанобіотехнологій»                           | Ульберг Зоя Рудольфівна             | доктор хімічних наук, директор Інституту біоколоїдної хімії імені Ф. Д. Овчаренка НАН України |
| Премія НАН України імені О. В. Палладіна           | серія наукових праць «Колоїдно-хімічні та фізіолого-біохімічні аспекти взаємодії нано- та мікрочасток з клітиною як підґрунтя для створення перспективних нанобіотехнологій»                           | Карпов Олександр Вікторович         | доктор біологічних наук, професор Національного університету харчових технологій МОН України |
| Премія НАН України імені О. В. Палладіна           | серія наукових праць «Колоїдно-хімічні та фізіолого-біохімічні аспекти взаємодії нано- та мікрочасток з клітиною як підґрунтя для створення перспективних нанобіотехнологій»                           | Верьовка Сергій Вікторович          | доктор біологічних наук, провідний науковий співробітник Інституту біохімії імені О. В. Палладіна НАН України |
| Премія НАН України імені В. П. Комісаренка         | серія наукових праць «Історія розвитку ендокринології в Україні» | Тронько Микола Дмитрович            | член-кореспондент НАН України, директор Інституту ендокринології та обміну речовин імені В. П. Комісаренка АМН України |
| Премія НАН України імені В. П. Комісаренка         | серія наукових праць «Історія розвитку ендокринології в Україні» | Боднар Петро Миколайович            | доктор медичних наук, завідувач кафедри Національного медичного університету імені О. О. Богомольця МОЗ України |
| Премія НАН України імені В. П. Комісаренка         | серія наукових праць «Історія розвитку ендокринології в Україні» | Комісаренко Юлія Ігорівна           | кандидат медичних наук, доцент Національного медичного університету імені О. О. Богомольця МОЗ України |
| Премія НАН України імені І. І. Шмальгаузена        | серія наукових праць «Жуки — чорнотілки фауни України, їх морфологічні особливості та методи захисту від них»                                                                                          | Черней Любов Сергіївна              | кандидат біологічних наук, старший науковий співробітник Інституту зоології імені І. І. Шмальгаузена НАН України |
| Премія НАН України імені І. І. Шмальгаузена        | серія наукових праць «Жуки — чорнотілки фауни України, їх морфологічні особливості та методи захисту від них»                                                                                          | Федоренко Віталій Петрович          | член-кореспондент УААН, директор Інституту захисту рослин УААН |
| Премія НАН України імені В. Я. Юр'єва              | серія наукових праць «Акліматизація та селекція рослин у техногенно трансформованому середовищі (популяційно-генетичні та еколого-созологічні основи)»                                                 | Глухов Олександр Захарович          | доктор біологічних наук, директор Донецького ботанічного саду НАН України |
| Премія НАН України імені В. Я. Юр'єва              | серія наукових праць «Акліматизація та селекція рослин у техногенно трансформованому середовищі (популяційно-генетичні та еколого-созологічні основи)»                                                 | Остапко Володимир Михайлович        | доктор біологічних наук, заступник директора Донецького ботанічного саду НАН України |
| Премія НАН України імені В. Я. Юр'єва              | серія наукових праць «Акліматизація та селекція рослин у техногенно трансформованому середовищі (популяційно-генетичні та еколого-созологічні основи)»                                                 | Коршиков Іван Іванович              | доктор біологічних наук, завідувач відділу Донецького ботанічного саду НАН України |
| Премія НАН України імені М. І. Туган-Барановського | цикл робіт з управління інноваційним розвитком економіки | Федулова Любов Іванівна             | доктор економічних наук, завідувач відділу Державної установи «Інститут економіки та прогнозування» НАН України |
| Премія НАН України імені М. І. Костомарова         | монографія «Давньоруські літописи і літописці Х-ХІІІ ст.» | Толочко Петро Петрович              | академік НАН України, директор Інституту археології НАН України |
| Премія НАН України імені М. П. Василенка           | цикл наукових праць «Проблеми і перспективи політико-правового розвитку України» | Горбатенко Володимир Павлович       | доктор політичних наук, заступник директора Інституту держави і права імені В. М. Корецького НАН України |
| Премія НАН України імені І. Я. Франка              | праця «Пантелеймон Куліш: Особистість, письменник, мислитель» (у 2-х томах) | Нахлік Євген Казимирович            | кандидат філологічних наук, керівник Львівського відділення Інституту літератури імені Т. Г. Шевченка НАН України |